# Vias biliares
Vias biliares é o nome que se dá ao conjunto de condutos orgânicos que conectam o fígado, a vesícula biliar e o pâncreas ao duodeno através das papilas duodenais (maior e menor). Sua função é a de conduzir a bile produzida no fígado, para seu armazenamento na vesícula biliar; e posterior liberação, juntamente com o suco pancreático, no duodeno. 
As vias biliares são constituídas pelos ductos hepáticos direito e esquerdo, o ducto hepático comum, o ducto cístico e o colédoco, sendo que este último é o mais longo, passa por dentro do pâncreas, na maioria das pessoas, e conecta-se ao ducto pancreático, também chamado de ducto de Wirsung, e desemboca do duodeno, através da papila duodenal.